# Municipio de Öckerö
Öckerö (en sueco: Öckerö kommun) es un municipio en la provincia de Västra Götaland, al suroeste de Suecia. Su sede está ubicada en la localidad de Öckerö en la isla principal, que también se llama Öckerö. El municipio es uno de los pocos en Suecia que no se ha fusionado y, por lo tanto, todavía tiene la misma área que la unidad formada a partir de una parroquia (socken) de los primeros actos del gobierno de 1862.

## Localidades
Hay 8 áreas urbanas (tätort) en el municipio:
| # | Tätort        | Población |
| - | ------------- | --------- |
| 1 | Hönö          | 5540      |
| 2 | Öckerö        | 3594      |
| 3 | Björkö        | 1483      |
| 4 | Fotö          | 637       |
| 5 | Hälsö         | 607       |
| 6 | Källö-Knippla | 303       |
| 7 | Rörö          | 244       |
| 8 | Kalvsund      | 208       |